# گل گز
گل گز، روستایی از توابع بخش نوک‌آباد شهرستان تفتان در استان سیستان و بلوچستان ایران است.

## جمعیت
این روستا در دهستان نازیل قرار دارد و براساس سرشماری مرکز آمار ایران در سال ۱۳۸۵، جمعیت آن ۳۲ نفر (۱۱خانوار) بوده‌است.